# Petrunići
Petrunići is een plaats in de gemeente Generalski Stol in de Kroatische provincie Karlovac. De plaats telt 28 inwoners (2001).